# Ski-Orientierungslauf-Weltmeisterschaften 1992
Die 9. Ski-Orientierungslauf-Weltmeisterschaften fanden vom 24. Januar bis 1. Februar 1992 in Pontarlier, Frankreich statt.

## Herren

### Kurzdistanz
| Platz | Land | Athlet            | Zeit      |
| ----- | ---- | ----------------- | --------- |
| 1     | NOR  | Vidar Benjaminsen | 38:26 min |
| 2     | FIN  | Vesa Mäkipää      | 39:18 min |
| 3     | GUS  | Iwan Kusmin       | 40:38 min |
| 4     | TCH  | Jan Pecka         | 41:00 min |
| 5     | FIN  | Anssi Juutilainen | 41:36 min |
| 6     | NOR  | Harald Svergia    | 41:45 min |

Titelverteidiger:  Anssi Juutilainen

Austragungsort: Les Pres â Hauts

Länge: 10,0 km

Höhenmeter: 200

Posten: 12

Teilnehmer: 65

### Langdistanz
| Platz | Land | Athlet            | Zeit      |
| ----- | ---- | ----------------- | --------- |
| 1     | NOR  | Vidar Benjaminsen | 1:34:34 h |
| 2     | FIN  | Vesa Mäkipää      | 1:34:48 h |
| 3     | GUS  | Iwan Kusmin       | 1:34:53 h |
| 4     | SWE  | Bertil Nordqvist  | 1:35:03 h |
| 5     | NOR  | Lars Lystad       | 1:35:06 h |
| 6     | SWE  | Bo Engdahl        | 1:36:17 h |

Titelverteidiger:  Anders Björkman

Austragungsort: Les Landrysy

Länge: 25,0 km

Höhenmeter: 400

Posten: 12

Teilnehmer: 65

### Staffel
| Platz | Land | Athleten                                                             | Zeit      |
| ----- | ---- | -------------------------------------------------------------------- | --------- |
| 1     | FIN  | Eero Haapasalmi Stefan Borgman Anssi Juutilainen Vesa Mäkipää        | 3:32:46 h |
| 2     | GUS  | Wiktor Kortschagin Nikolai Bondar Wladislaw Kormtschikow Iwan Kusmin | 3:37:23 h |
| 3     | NOR  | Kjetil Ulven Harald Svergia Lars Lystad Vidar Benjaminsen            | 3:43:18 h |
| 4     | SWE  | Patrik Bauer Claes Berglund Bertil Nordqvist Bo Engdahl              | 3:50:16 h |
| 5     | ITA  | Luigi Girardi Giuseppe Dellasega Nicolò Corradini Enzo Macor         | 3:57:35 h |
| 6     | BUL  | Mintscho Sabinow Lubomir Dejanow Nikolai Kondew Ignat Orlow          | 3:57:54 h |

Titelverteidiger:  Stig Mattsson, Jonas Engdahl, Bo Engdahl, Anders Björkman

Teilnehmer: 15 Staffeln

## Damen

### Kurzdistanz
| Platz | Land | Athlet            | Zeit      |
| ----- | ---- | ----------------- | --------- |
| 1     | SWE  | Arja Hannus       | 28:38 min |
| 2     | FIN  | Virpi Juutilainen | 28:52 min |
| 3     | SWE  | Annika Zell       | 29:46 min |
| 4     | SWE  | Catharina Thorn   | 30:28 min |
| 5     | EST  | Ruth Vaher        | 32:10 min |
| 6     | BUL  | Pepa Miluschewa   | 32:19 min |

Titelverteidigerin:  Ragnhild Bratberg

Austragungsort: Les Pres â Hauts

Länge: 7,0 km

Höhenmeter: 150

Posten: 10

Teilnehmerinnen: 53

### Langdistanz
| Platz | Land | Athlet                 | Zeit      |
| ----- | ---- | ---------------------- | --------- |
| 1     | SWE  | Annika Zell            | 1:16:52 h |
| 2     | FIN  | Mirja Ojanen           | 1:18:58 h |
| 3     | SWE  | Arja Hannus            | 1:21:03 h |
| 4     | FIN  | Virpi Juutilainen      | 1:21:05 h |
| 5     | EST  | Maret Vaher            | 1:23:03 h |
| 6     | SWE  | Ann-Charlotte Carlsson | 1:26:42 h |

Titelverteidigerin:  Ragnhild Bratberg

Austragungsort: Les Landrys

Länge: 13,0 km

Höhenmeter: 250

Posten: 8

Teilnehmerinnen: 53

### Staffel
| Platz | Land | Athleten                                                  | Zeit      |
| ----- | ---- | --------------------------------------------------------- | --------- |
| 1     | SWE  | Ann-Charlotte Carlsson Annika Zell Arja Hannus            | 2:04:31 h |
| 2     | FIN  | Riitta Karjalainen Mirja Ojanen Virpi Juutilainen         | 2:12:46 h |
| 3     | NOR  | Anne Marit Korsvold Kristine Ødegaard Hilde Gjermundshaug | 2:14:23 h |
| 4     | EST  | Riju Johanson Ruth Vaher Maret Vaher                      | 2:19:54 h |
| 5     | BUL  | Eleonora Pawlowa Dimitrenka Schristowa Pepa Miluschewa    | 2:25:22 h |
| 6     | TCH  | Marcela Kubatkova Marketa Novotna Jana Cieslarová         | 2:25:30 h |

Titelverteidigerinnen:  Riitta Karjalainen, Mirja Linnainmaa, Virpi Juutilainen

Teilnehmer: 13 Staffeln

## Medaillenspiegel
| Platz | Land     | Gold | Silber | Bronze | Gesamt |
| ----- | -------- | ---- | ------ | ------ | ------ |
| 1     | Schweden | 3    | -      | 2      | 5      |
| 2     | Norwegen | 2    | -      | 2      | 4      |
| 3     | Finnland | 1    | 5      | -      | 6      |
| 4     | GUS      | -    | 1      | 2      | 3      |

## Erfolgreichste Teilnehmer
| Platz | Athlet/in         | Gold | Silber | Bronze | Gesamt |
| ----- | ----------------- | ---- | ------ | ------ | ------ |
| 1     | Vidar Benjaminsen | 2    | -      | 1      | 3      |
| 1     | Arja Hannus       | 2    | -      | 1      | 3      |
| 1     | Annika Zell       | 2    | -      | 1      | 3      |
| 4     | Vesa Mäkipää      | 1    | 2      | -      | 3      |